# Allan Hellman
Gustaf Allan Hellman, född 20 februari 1904 i Lysekil, död 26 november 1982 i Lysekil, var en svensk ingenjör och frontfigur i och grundaren av RFSL. 
Allan Hellman anses vara först med att i Sverige öppet i media berätta om sin homosexualitet (mars 1951) och var initiativtagaren till RFSL 1950 efter den danska förebilden Forbundet af 1948. Han var RFSL:s första ombudsman och tog även initiativ till den första avdelningen i Göteborg – Friends Club. Det var den första lokalavdelningen utanför Stockholm, och var verksam 1951–1953. Den återuppstod sedan 1967 för att 1971 få det officiella namnet RFSL Göteborg avdelning 1.
Allan Hellman-priset instiftades 1981 av RFSL Göteborg till minne av Hellmans bidrag. Priset tilldelas den eller de som "under det gångna året på ett förtjänstfullt sätt och i Allan Hellmans anda har arbetat för att öka sexuellt likaberättigande i samhället".
Manskören Hellmans Drengar som har hemvist i Göteborg är uppkallade efter Allan Hellman. Han är begravd på Åkerbräckans kyrkogård i Lysekil.